# Veronika Meynen

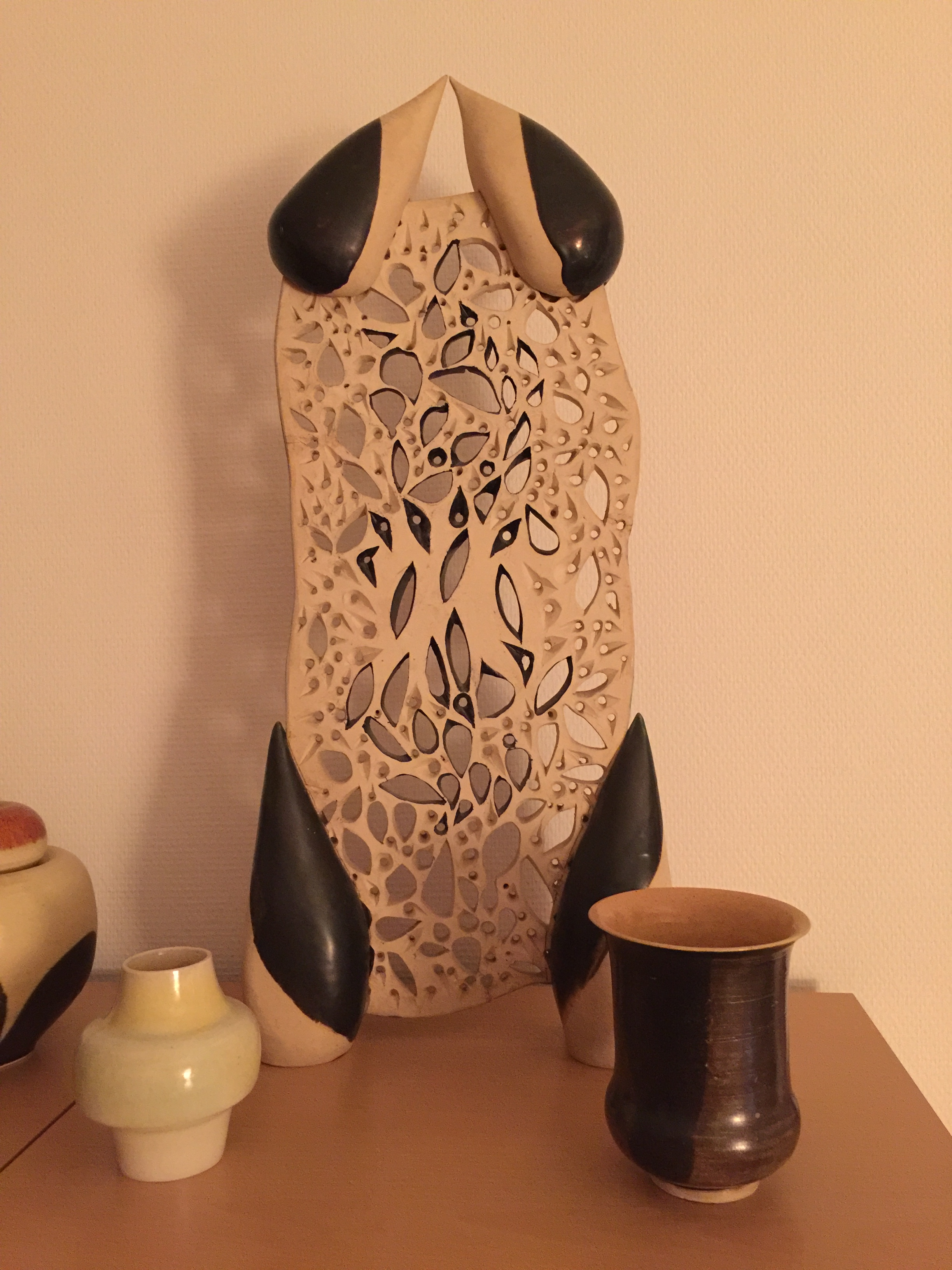
Veronika Meynen, Keramik

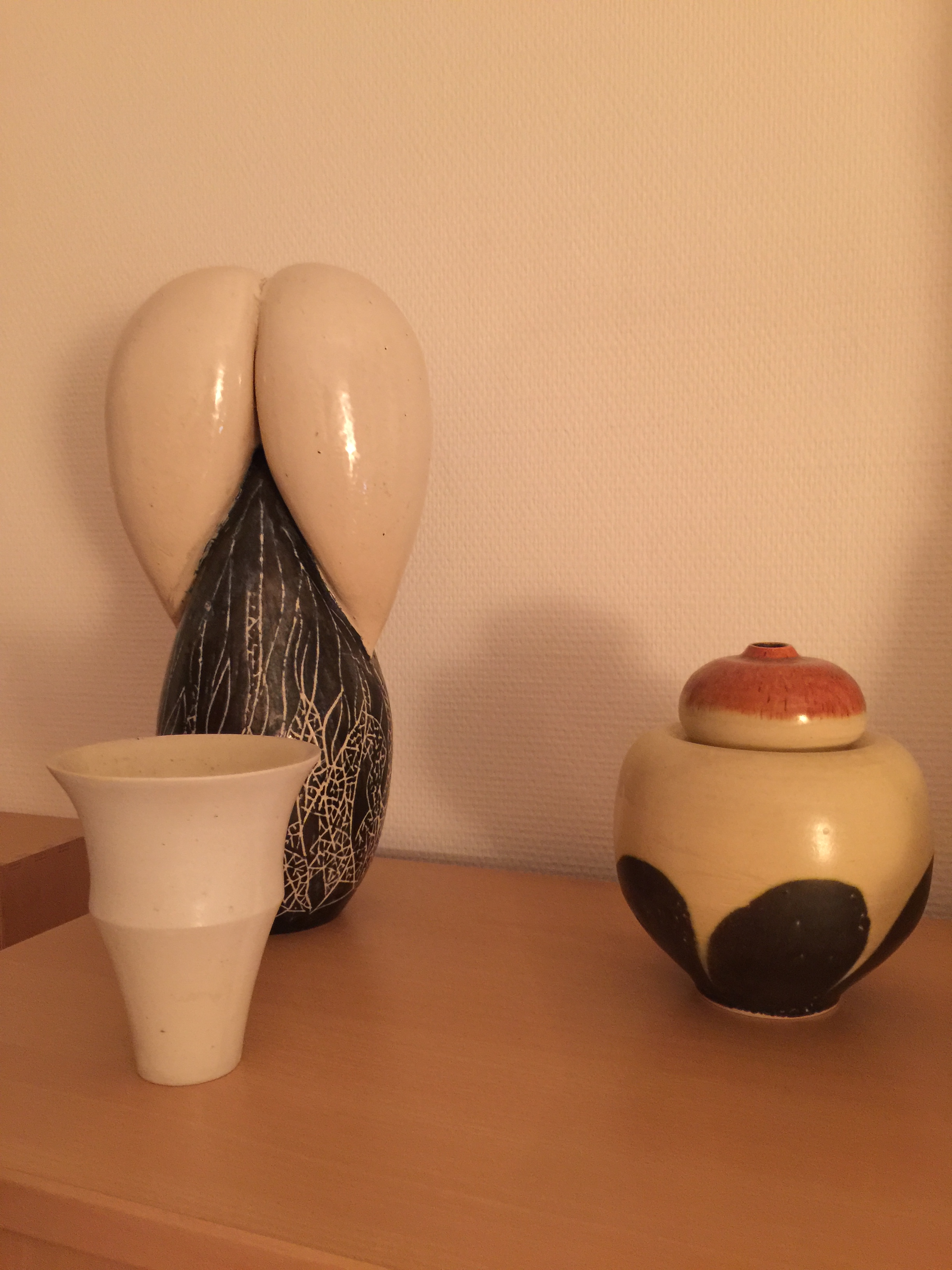
Veronika Meynen, Keramik

Veronika Meynen (geb. 1933 in Liegnitz (Schlesien); gest. 1997 in Badenweiler) war eine deutsche Keramikerin.

## Werdegang
Veronika Meynen (verh. Sauerland, geb. Florian) erlernte ihren Beruf von 1951 bis 1954 an der Hochschule für bildende Künste Hamburg unter Otto Lindig. Ergänzend und flankierend genoss sie von 1950 bis 1951 eine Bildhauerausbildung bei Arnold Rickert an der Handwerker- und Kunstgewerbeschule Bielefeld und studierte von 1952 bis 1955 Kunstgeschichte und Silikatchemie an der Universität Hamburg.
Ihre Schaffenszeit umfasst im Wesentlichen die Bochumer (1970–78) und die Badenweiler (1984–97) Periode.